# МКХ-10: Клас XII. Хвороби шкіри та підшкірної клітковини

## (L00-L99) Клас XII. Хвороби шкіри та підшкірної клітковини

### (L00-L08) Інфекційні хвороби шкіри та підшкірної клітковини
| (L00)   | Синдром стафілококового опіку шкіри                              |
| (L01)   | Імпетиго                                                         |
| (L01.0) | Імпетиго [будь-якого збудника] [будь-якої ділянки]               |
| (L01.1) | Імпетигінізація інших дерматозів                                 |
| (L02)   | Абсцес шкіри, фурункул та карбункул                              |
| (L02.0) | Абсцес, фурункул та карбункул шкіри обличчя                      |
| (L02.1) | Абсцес, фурункул та карбункул шкіри шиї                          |
| (L02.2) | Абсцес, фурункул та карбункул шкіри тулуба                       |
| (L02.3) | Абсцес, фурункул та карбункул шкіри сідниць                      |
| (L02.4) | Абсцес, фурункул та карбункул шкіри кінцівки                     |
| (L02.8) | Абсцес, фурункул та карбункул шкіри інших ділянок                |
| (L02.9) | Абсцес, фурункул та карбункул шкіри, неуточнений                 |
| (L03)   | Целюліт                                                          |
| (L03.0) | Целюліт пальців рук та стопи                                     |
| (L03.1) | Целюліт інших частин кінцівки                                    |
| (L03.2) | Целюліт обличчя                                                  |
| (L03.3) | Целюліт тулуба                                                   |
| (L03.8) | Целюліт інших ділянок                                            |
| (L03.9) | Целюліт, неуточнений                                             |
| (L04)   | Гострий лімфаденіт                                               |
| (L04.0) | Гострий лімфаденіт обличчя, голови та шиї                        |
| (L04.1) | Гострий лімфаденіт тулуба                                        |
| (L04.2) | Гострий лімфаденіт верхньої кінцівки                             |
| (L04.3) | Гострий лімфаденіт нижньої кінцівки                              |
| (L04.8) | Гострий лімфаденіт інших ділянок                                 |
| (L04.8) | Гострий лімфаденіт, неуточнений                                  |
| (L05)   | Пілонідальна кіста                                               |
| (L05.0) | Пілонідальна кіста з абсцесом                                    |
| (L05.9) | Пілонідальна кіста без абсцесу                                   |
| (L08)   | Інші локальні інфекційні ураження шкіри та підшкірної клітковини |
| (L08.0) | Піодермія                                                        |
| (L08.1) | Еритразма                                                        |
| (L08.8) | Інші уточнені локальні інфекції шкіри та підшкірної клітковини   |
| (L08.9) | Локальні інфекції шкіри та підшкірної клітковини,неуточнені      |

### (L10-L14) Бульозні порушення
| (L10)   | Пухирчатка звичайна                                              |
| (L10.0) | Пухирчатка звичайна                                              |
| (L10.1) | Пухирчатка вегетуюча                                             |
| (L10.2) | Пухирчатка листоподібна                                          |
| (L10.3) | Пухирчатка бразильська                                           |
| (L10.4) | Пухирчатка еритематозна                                          |
| (L10.5) | Пухирчатка, викликана лікарськими засобами                       |
| (L10.8) | Інша пухирчатка                                                  |
| (L10.9) | Пухирчатка, неуточнена                                           |
| (L11)   | Інші акантолітичні порушення                                     |
| (L11.0) | Набутий фолікулярний кератоз                                     |
| (L11.1) | Транзиторний акантолітичний дерматоз [Гровера]                   |
| (L11.8) | Інші визначені акантолітичні ураження                            |
| (L11.9) | Акантолітичне ураження, неуточнене                               |
| (L12)   | Пемфігоїд                                                        |
| (L12.0) | Бульозний пемфігоїд                                              |
| (L12.1) | Рубцевий пемфігоїд                                               |
| (L12.2) | Дитяча хронічна бульозна хвороба                                 |
| (L12.3) | Набутий бульозний епідермоліз                                    |
| (L12.8) | Інший пемфігоїд                                                  |
| (L12.9) | Пемфігоїд, неуточнений                                           |
| (L13)   | Інші бульозні порушення                                          |
| (L13.0) | Дерматит герпетиформний                                          |
| (L13.1) | Субкорнеальний пустульозний дерматит                             |
| (L13.8) | Інші уточнені бульозні порушення                                 |
| (L13.9) | Бкульозні порушення, неуточнені                                  |
| (L14)   | Бульозні порушення при хворобах, класифікованих в інших розділах |

### (L20-L30) Дерматит та екзема
| (L20)   | Атопічний дерматит                                                                           |
| (L20.0) | Пруріго Бесн'їра                                                                             |
| (L20.8) | Інший атопічний дерматит                                                                     |
| (L20.9) | Атопічний дерматит, неуточнений                                                              |
| (L21)   | Себорейний дерматит                                                                          |
| (L21.0) | Себорея голови                                                                               |
| (L21.1) | Себорейний дитячий дерматит                                                                  |
| (L21.8) | Інший себорейний дерматит                                                                    |
| (L21.9) | Себорейний дерматит, неуточнений                                                             |
| (L22)   | Пелюшковий (підгузковий) дерматит                                                            |
| (L23)   | Алергічний контактний дерматит                                                               |
| (L23.0) | Алергічний контактний дерматит, викликаний металами                                          |
| (L23.1) | Алергічний контактний дерматит, викликаний клеїм                                             |
| (L23.2) | Алергічний контактний дерматит, викликаний косметикою                                        |
| (L23.3) | Алергічний контактний дерматит, викликаний лікарськими засобами при контакті зі шкірою       |
| (L23.4) | Алергічний контактний дерматит, викликаний фарбами                                           |
| (L23.5) | Алергічний контактний дерматит, викликаний іншими хімічними продуктами                       |
| (L23.6) | Алергічний контактний дерматит, викликаний харчовими продуктами при їх контакті з шкірою     |
| (L23.7) | Алергічний контактний дерматит, викликаний рослинами (крім тих, які вживають при харчуванні) |
| (L23.8) | Алергічний контактний дерматит, викликаний іншими факторами                                  |
| (L23.9) | Алергічний контактний дерматит з невизначеною причиною                                       |
| (L24)   | Подразливий контактний дерматит                                                              |
| (L24.0) | Подразливий контактний дерматит, викликаний детергентами                                     |
| (L24.1) | Подразливий контактний дерматит, викликаний маслами та мастильними речовинами                |
| (L24.2) | Подразливий контактний дерматит, викликаний розчинниками                                     |
| (L24.3) | Подразливий контактний дерматит, викликаний косметикою                                       |
| (L24.4) | Подразливий контактний дерматит, викликаний лікарськими засобами при контакті зі шкірою      |
| (L24.5) | Подразливий контактний дерматит, викликаний іншими хімічними продуктами                      |
| (L24.6) | Подразливий контактний дерматит, викликаний контактом харчових продуктів зі шкірою           |
| (L24.7) | Подразливий контактний дерматит, викликаний рослинами крім тих, які вживають при харчуванні  |
| (L24.8) | Подразливий контактний дерматит, викликаний іншими факторами                                 |
| (L24.9) | Подразливий контактний дерматит, причина неуточнена                                          |
| (L25)   | Неуточнений контактний дерматит                                                              |
| (L25.0) | Неспецифічний контактний дерматит, викликаний косметикою                                     |
| (L25.1) | Неспецифічний контактний дерматит, викликаний лікарськими засобами при контакті їх зі шкірою |
| (L25.2) | Неуточнений контактний дерматит, викликаний фарбами                                          |
| (L25.3) | Неуточнений контактний дерматит, викликаний іншими хімічними продуктами                      |
| (L25.4) | Неуточнений контактний дерматит, викликаний харчовими продуктами при контакті зі шкірою      |
| (L25.5) | Неуточнений контактний дерматит, викликаний рослинами, крім тих, які вживають при харчуванні |
| (L25.8) | Неуточнений контактний дерматит, викликаний іншими факторами                                 |
| (L25.9) | Неуточнений контактний дерматит, причина неуточнена                                          |
| (L26)   | Ексфоліативний дерматит                                                                      |
| (L27)   | Дерматит внаслідок внутрішнього вживання речовин                                             |
| (L27.0) | Генералізована висипка на шкіри, викликана лікарськими препаратами та медикаментами          |
| (L27.1) | Локалізована висипка на шкіри, викликана лікарськими препаратами та медикаментами            |
| (L27.2) | Дерматит, викликаний харчовими продуктами, прийнятими внутрішньо                             |
| (L27.8) | Дерматит, викликаний іншими речовинами, прийнятими внутрішньо                                |
| (L27.9) | Дерматит, викликаний неуточненою речовиною, прийнятою внутрішньо                             |
| (L28)   | Простий хронічний лишай та свербець                                                          |
| (L28.0) | Лишай звичайних хронічний                                                                    |
| (L28.1) | Вузловате пруриго (свербець)                                                                 |
| (L28.2) | Інше пруриго                                                                                 |
| (L29)   | Сверблячка                                                                                   |
| (L29.0) | Свербіж заднього проходу                                                                     |
| (L29.1) | Свербіж мошни                                                                                |
| (L29.2) | Генітальна сверблячка                                                                        |
| (L29.3) | Аногенітальна сверблячка, неуточнена                                                         |
| (L29.8) | Інший свербіж                                                                                |
| (L29.9) | Сверблячка, неуточнена                                                                       |
| (L30)   | Інші дерматити                                                                               |
| (L30.0) | Монетоподібний дерматит                                                                      |
| (L30.1) | Дисгідроз [водяниця]                                                                         |
| (L30.2) | Шкіряна аутосенсибілізація                                                                   |
| (L30.3) | Інфекційний дерматит                                                                         |
| (L30.4) | Інтертригінозна ерітема                                                                      |
| (L30.5) | Себорейна екзема                                                                             |
| (L30.8) | Інший визначений дерматит                                                                    |
| (L30.9) | Дерматит, неуточнений                                                                        |

### (L40-L45) Папулосквамозні порушення
| (L40)   | Псоріаз                                                                 |
| (L40.0) | Псоріаз звичайний                                                       |
| (L40.1) | Генералізований пустулярний псоріаз                                     |
| (L40.2) | Акродерматит тривалий                                                   |
| (L40.3) | Пустульозне висипання на долонях та підошві                             |
| (L40.4) | Краплиноподібний псоріаз                                                |
| (L40.5) | Артропатичний псоріаз (M07.0-M07.3*, M09.0*)                            |
| (L40.8) | Інший псоріаз                                                           |
| (L40.9) | Псоріаз неуточнений                                                     |
| (L41)   | Парапсоріаз                                                             |
| (L41.0) | Пітиріаз ліхеноідний та віспоподібний гострий                           |
| (L41.1) | Пітиріаз ліхеноідний хронічний                                          |
| (L41.2) | Лімфоматоідний папульоз                                                 |
| (L41.3) | Парапсоріаз з малими бляшками                                           |
| (L41.4) | Парапсоріаз з великими бляшками                                         |
| (L41.5) | Сітковидний парапсоріаз                                                 |
| (L41.8) | Інший парапсоріаз                                                       |
| (L41.9) | Парапсоріаз, неуточнений                                                |
| (L42)   | Пітиріаз рожевий                                                        |
| (L43)   | Плоский лишай                                                           |
| (L43.0) | Гіпертрофічний червоний плоский лишай                                   |
| (L43.1) | Бульозний червоний плоский лишай                                        |
| (L43.2) | Ліхеноідна реакція на лікарські засобі                                  |
| (L43.3) | Підгострий (активний) червоний плоский лишай                            |
| (L43.8) | Інший червоний плоский лишай                                            |
| (L43.9) | Червоний плоский лишай, неуточнений                                     |
| (L44)   | Інші папулосквамозні порушення                                          |
| (L44.0) | Пітиріаз червоний волосяний                                             |
| (L44.1) | Лишай nitidus                                                           |
| (L44.2) | Лишай лінійний                                                          |
| (L44.3) | Моніліформний червоний лишай                                            |
| (L44.4) | Дитячий папульозний акродерматит (Джанотті—Крості)                      |
| (L44.8) | Інші визначені папулолускатні ураження                                  |
| (L44.9) | Папулолускатні ураження неуточнені                                      |
| (L45)   | Папулосквомозні порушення при хворобах, класифікованих в інших рубриках |

### (L50-L54) Кропивниця та еритема
| (L50)   | Кропивниця                                                  |
| (L50.0) | Алергічна кропивниця                                        |
| (L50.1) | Ідіопатична кропивниця                                      |
| (L50.2) | Кропивниця внаслідок низької та високої температури         |
| (L50.3) | Дерматографічна кропивниця                                  |
| (L50.4) | Вібраційна кропивниця                                       |
| (L50.5) | Холінергічна кропивниця                                     |
| (L50.8) | Інша кропивниця                                             |
| (L50.9) | Кропивниця неуточнена                                       |
| (L51)   | Еритема поліморфна                                          |
| (L51.0) | Еритема поліморфна небульозна                               |
| (L51.1) | Еритема поліморфна бульозна                                 |
| (L51.2) | Токсичний епідермальний некроліз                            |
| (L51.8) | Інша поліморфна еритема                                     |
| (L51.9) | Еритема поліморфна, неуточнена                              |
| (L52)   | Еритема вузлувата                                           |
| (L53)   | Інші еритематозні стани                                     |
| (L53.0) | Токсична еритема                                            |
| (L53.2) | Кільцеподібний червоний вовчак                              |
| (L53.2) | Ревматоїдна еритема                                         |
| (L53.3) | Інший вигляд хронічної еритеми                              |
| (L53.8) | Інші визначені ериматозні стани                             |
| (L53.9) | Еритематозний стан, неуточнений                             |
| (L54)   | Еритема при хворобах, класифікованих в інших рубриках       |
| (L54.0) | Ревматоїдна еритема при гострій ревматичній атаці (І00+)    |
| (L54.8) | Еритема при інших хворобах, класифікованих в інших рубриках |

### (L55-L59) Ураження шкіри та підшкірної клітковини, пов'язані з опромінюванням
| (L55)   | Сонячна еритема                                                                  |
| (L55.0) | Еритема першого ступеня                                                          |
| (L55.1) | Еритема другого ступеня                                                          |
| (L55.2) | Еритема третього ступеня                                                         |
| (L55.8) | Інші сонячні еритеми                                                             |
| (L55.9) | Сонячна еритема, неуточнена                                                      |
| (L56)   | Інші гострі зміни шкіри внаслідок ультрафіолетового опромінення                  |
| (L56.0) | Фототоксична реакція на лікарські засоби                                         |
| (L56.1) | Фотоалергійна реакція на лікарські засоби                                        |
| (L56.2) | Фотоконтактний дерматит (брелковий дерматит)                                     |
| (L56.3) | Сонячна кропивниця                                                               |
| (L56.4) | Поліморфне світлове висипання                                                    |
| (L56.8) | Інші визначені гострі ураження шкіри внаслідок ультрафіолетового опромінення     |
| (L56.9) | Гостре ураження шкіри внаслідок ультрафіолетового опромінення, неуточнене        |
| (L57)   | Зміни шкіри внаслідок хронічного впливу неіонізуючого опромінення                |
| (L57.0) | Старечий кератаз                                                                 |
| (L57.1) | Старечий редикулоїд                                                              |
| (L57.2) | Ромбовидна шкіра шиї                                                             |
| (L57.3) | Пойкілодермія Ківета                                                             |
| (L57.4) | Cutis laxa senilis                                                               |
| (L57.5) | Стареча гранульома                                                               |
| (L57.8) | Інші ураження шкіри внаслідок хронічної дії неіонізуічого опромінення            |
| (L57.9) | Ураження шкіри внаслідок хронічної дії неоінізуючого опромінення, неуточнені     |
| (L58)   | Променевий дерматит                                                              |
| (L58.0) | Гострий радіодерматит                                                            |
| (L58.1) | Хронічний радіодерматит                                                          |
| (L58.9) | Радіодерматит, неуточнений                                                       |
| (L59)   | Інші ураження шкіри та підшкірної клітковини, пов'язані з опроміненням           |
| (L59.0) | Еритема інфрачервона (дерматит інфрачервоний)                                    |
| (L59.8) | Інші визначені ураження шкіри та підшкірної клітковини, пов'язані з опроміненням |
| (L59.9) | Ураження шкіри та підшкірної клітковини, пов'язані з опроміненням, неуточнене    |

### (L60-L75) Ураження придатків шкіри
| (L60)   | Хвороби нігтів                                                      |
| (L60.0) | Врослий ніготь                                                      |
| (L60.1) | Оніхоліз                                                            |
| (L60.2) | Онихогрифоз                                                         |
| (L60.3) | Дистрофія нігтів                                                    |
| (L60.4) | Лінії Бауса                                                         |
| (L60.5) | Синдром жовтого нігтя                                               |
| (L60.8) | Інші ураження нігтів                                                |
| (L60.9) | Ураження нігтя, неуточнене                                          |
| (L62)   | Ураження нігтів при хворобах, класифікованих в інших рубриках       |
| (L62.0) | Потовщення нігтів при пахирдермопериостозі (M89.4+)                 |
| (L62.8) | Ураження нігтів при інших хворобах, класифікованих в інших рубриках |
| (L63)   | Алопеція                                                            |
| (L63.0) | Алопеція (голови) тотальна                                          |
| (L63.1) | Алопеція загальна                                                   |
| (L63.2) | Офіаз                                                               |
| (L63.8) | Інша гніздова алопеція                                              |
| (L63.9) | Алопеція гніздова, неуточнена                                       |
| (L64)   | Андрогенна алопеція                                                 |
| (L64.0) | Андрогенна алопеція, викликана лікарськими засобами                 |
| (L64.8) | Інша андрогенна алопеція                                            |
| (L64.9) | Андрогенна алопеція, неуточнена                                     |
| (L65)   | Інша нерубцева втрата волосся                                       |
| (L66)   | Рубцева алопеція (рубцева втрата волосся)                           |
| (L66.0) | Псевдопелада                                                        |
| (L66.1) | Плоский фолікулярний лишай                                          |
| (L66.2) | Фолікуліт руйнуючий волосся                                         |
| (L66.3) | Перифолікуліт голови абсцедируючий                                  |
| (L66.4) | Фолікуліт ретикулярний з рубцевою атрофіїю шкіри                    |
| (L66.8) | Інша рубцева алопеція                                               |
| (L66.9) | Рубцева алопеція, неуточнена                                        |
| (L67)   | Аномалії кольору волосся та волосяного стрижню                      |
| (L67.0) | Трихорексис вузловатий                                              |
| (L67.1) | Зміни кольору волосся                                               |
| (L67.8) | Інші порушення кольору та стрижня волосся                           |
| (L67.9) | Порушення кольору та стрижня волосся, неуточнене                    |
| (L68)   | Гіпертрихоз                                                         |
| (L68.0) | Гирсутизм                                                           |
| (L68.1) | Набутий ланугинозний гипертрихоз                                    |
| (L68.2) | Локалізований гіпертрихоз                                           |
| (L68.3) | Політрихія                                                          |
| (L68.8) | Інший гіпертрихоз                                                   |
| (L68.9) | Гіпертрихоз. неуточнений                                            |
| (L70)   | Вугрі                                                               |
| (L70.0) | Звичайні вугрі                                                      |
| (L70.1) | Кулеподібні вугрі                                                   |
| (L70.2) | Вугрі віспоподібні                                                  |
| (L70.3) | Вугрі тропічні                                                      |
| (L70.4) | Дитячі вугрі                                                        |
| (L70.5) | Екскорировані юнацькі вугрі                                         |
| (L70.8) | Інші вугрі                                                          |
| (L70.9) | Вугрі, неуточнені                                                   |
| (L71)   | Розацеа                                                             |
| (L71.0) | Периоральний дерматит                                               |
| (L71.1) | Ринофима                                                            |
| (L71.8) | Інші рожеві вугрі                                                   |
| (L71.9) | Рожеві вугрі, неуточнені                                            |
| (L72)   | Фолікулярні кісти шкіри та підшкірної клітковини                    |
| (L72.0) | Епідермальна кіста                                                  |
| (L72.1) | Кіста сально залози                                                 |
| (L72.2) | Стеатоцистома множинна                                              |
| (L72.8) | Інші фолікулярні кісти шкіри та підшкірної клітковини               |
| (L72.9) | Фолікулярні кісти шкіри та підшкірної клітковини неуточнені         |
| (L73)   | Інші фолікулярні порушення                                          |
| (L73.0) | Келоїдний фолікуліт                                                 |
| (L73.1) | Псевдофолікуліт                                                     |
| (L73.2) | Гідроденіт гнійний                                                  |
| (L73.8) | Інші визначені фолікулярні порушення                                |
| (L73.9) | Фолікулярне порушення, неуточнене                                   |
| (L74)   | Хвороби потових залоз                                               |
| (L74.0) | Пітниця червона                                                     |
| (L74.1) | Пітниця кристалічна                                                 |
| (L74.2) | Пітниця глибока                                                     |
| (L74.3) | Пітниця, неуточнена                                                 |
| (L74.4) | Ангідроз                                                            |
| (L74.8) | Інші хвороби потових залоз                                          |
| (L74.9) | Хвороби потових залоз, неуточнене                                   |
| (L75)   | Хвороби апокринних потових залоз                                    |
| (L75.0) | Бромгідроз                                                          |
| (L75.1) | Хромгідроз                                                          |
| (L75.2) | Апокринова пітниця                                                  |
| (L75.8) | Інші хвороби потових залоз                                          |
| (L75.9) | Хвороби потових залоз, неуточнені                                   |

### (L80-L99) Інші хвороби шкіри та підшкірної клітковини
| (L80)   | Вітиліго                                                                                           |
| (L81)   | Інші порушення пігментації                                                                         |
| (L81.0) | Постзапальна гіперпігментація                                                                      |
| (L81.1) | Хлоазма                                                                                            |
| (L81.2) | Веснянки                                                                                           |
| (L81.3) | Cafe au lait spots                                                                                 |
| (L81.4) | Інша меланінова гіперпігментація                                                                   |
| (L81.5) | Лейкодермія, некласифікована                                                                       |
| (L81.6) | Інші порушення, зв'язані зі зниженням вироблення меланіну                                          |
| (L81.7) | Пігментний пурпурний дерматоз                                                                      |
| (L81.8) | Інші уточнені порушення пігментації                                                                |
| (L81.9) | Порушення пігментації, неуточнене                                                                  |
| (L82)   | Себорейний кератоз                                                                                 |
| (L83)   | Чорний акантоз                                                                                     |
| (L84)   | Мозолі та омозолилості                                                                             |
| (L85)   | Інше епідермальне потовщення                                                                       |
| (L85.0) | Набутий іхтіоз                                                                                     |
| (L85.1) | Набутий кератоз (кератодермія) долонь та підошов                                                   |
| (L85.2) | Крапковий кератооз (долонний та підошовний)                                                        |
| (L85.3) | Ксероз шкіри                                                                                       |
| (L85.8) | Інші уточнені епідермальні потовщення                                                              |
| (L85.9) | Епідермальні потовщення, неуточнені                                                                |
| (L86)   | Кератодермія при хворобах, класифікованих в інших рубриках                                         |
| (L87)   | Трансепідермальні елімінаційні порушення                                                           |
| (L87.0) | Фолікулярний та парафолікулярний кератоз з проникненням у шкіру (Кірле)                            |
| (L87.1) | Реактивний перфоруючий колагеноз                                                                   |
| (L87.2) | Перфоруючий серпігінозний еластоз                                                                  |
| (L87.8) | Інші порушення трансепідермальної елімінації                                                       |
| (L87.9) | Порушення трансепідермальної елімінації,неуточнені                                                 |
| (L88)   | Піодермія гангренозна                                                                              |
| (L89)   | Декубітальна виразка                                                                               |
| (L90)   | Атрофічні хвороби шкіри                                                                            |
| (L90.0) | Лишай склеротичний та атрофічний                                                                   |
| (L90.1) | Анітодермія Швенінгера-Буцці                                                                       |
| (L90.2) | Анітодермія Джедассона-Пеліццарі                                                                   |
| (L90.3) | Атрофодермія Пасіні та П'їріні                                                                     |
| (L90.4) | Акродерматит хронічний атрофічний                                                                  |
| (L90.5) | Рубцевий стан та фіброз шкіри                                                                      |
| (L90.6) | Стрії атрофічні                                                                                    |
| (L90.8) | Інші атрофічні ураження шкіри                                                                      |
| (L90.9) | Атрофічні ураження шкіри, неуточнені                                                               |
| (L91)   | Гіпертрофічні хвороби шкіри                                                                        |
| (L91.0) | Келоідний рубець                                                                                   |
| (L91.8) | Інші гіпертрофічні ураження шкіри                                                                  |
| (L91.9) | Гіпертрофічні ураження шкіри, неуточнені                                                           |
| (L92)   | Грануломатозні хвороби шкіри та підшкірної клітковини                                              |
| (L92.0) | Гранульома апулярна                                                                                |
| (L92.1) | Ліпоїдний некробіоз, не класифікований в інших рубриках                                            |
| (L92.2) | Лицева гранульома (еозинофільна гранульома шкіри)                                                  |
| (L92.8) | Інші гранульоматозні ураження шкіри та підшкірної клитковини                                       |
| (L92.9) | Гранульоматозне ураження шкіри та підшкірної клітковини, неуточнене                                |
| (L93)   | Червоний вовчак                                                                                    |
| (L93.0) | Дискоїдний червоний вовчак                                                                         |
| (L93.1) | Підгострий шкіряний червоний вовчак                                                                |
| (L93.2) | Інший червоний вовчак                                                                              |
| (L93.3) | Гранульома шкіри і підшкірної клітковини, обумовлена стороннім предметом                           |
| (L94)   | Інші локалізовані ураження сполучної тканини                                                       |
| (L94.0) | Локалізована склеродермія (кільцеподібна)                                                          |
| (L94.1) | Стрічкоподібна склеродермія                                                                        |
| (L94.2) | Кальциноз шкіри                                                                                    |
| (L94.3) | Склеродактитія                                                                                     |
| (L94.4) | Папули Готтрона                                                                                    |
| (L94.5) | Пойкілодермія васкулярна атрофічна                                                                 |
| (L94.6) | Аньюм, спонтанний дактилоліз                                                                       |
| (L94.8) | Інші уточнені локалізовані ураження сполучної тканини                                              |
| (L94.9) | Локалізоване ураження сполучної тканини, неуточнене                                                |
| (L95)   | Васкуліт, обмежений шкірою, не класифікований в інших рубриках                                     |
| (L95.0) | Васкуліт мармурової шкіри                                                                          |
| (L95.1) | Еритема elevatum diutinum                                                                          |
| (L95.8) | Інший васкуліт, обмежений шкірою                                                                   |
| (L95.9) | Васкуліт обмежений шкірою, неуточнений                                                             |
| (L97)   | Виразка нижноє кінцівки, не класифікована в інших рубриках                                         |
| (L98)   | Інші хвороби шкіри та підшкірної клітковини, не класифіковані в інших рубриках                     |
| (L98.0) | Піогенна гранульома (лігатурна нориця)                                                             |
| (L98.1) | Фракційний дерматит                                                                                |
| (L98.2) | Фебрильний нейтрофільний дерматоз (Свит)                                                           |
| (L98.3) | Еозинофільний целлюліт (Уелс)                                                                      |
| (L98.4) | Хронічна виразка шкіри, не класифікована в інших рубриках                                          |
| (L98.5) | Муциноз шкіри                                                                                      |
| (L98.6) | Інші інфільтративні ураження шкіри та підшкірної клітковини                                        |
| (L98.8) | Інші уточнені ураження шкіри та підшкірної клітковини                                              |
| (L98.9) | Ураження шкіри та підшкірної клітковини, неуточнене                                                |
| (L99)   | Інші ураження шкіри та підшкірної клітковини при хворобах, класифікованих в інших рубриках         |
| (L99.0) | Амілоїдоз шкіри (Е85.-+)                                                                           |
| (L99.8) | Інші уточнені хвороби шкіри та підшкірної клітковини при хворобах, класифікованих в інших рубриках |

## Виноски
1. ↑  International Statistical Classification of Diseases and Related Health Problems 10th Revision. Version:2015 (англ.). World Health Organization. Процитовано 15 листопада 2015. (англ.)
2. ↑  Клініко-статистична класифікація хвороб, розроблена на базі МКХ-10 (проект) (укр.). Міністерство охорони здоров'я України. Процитовано 15 листопада 2015. (укр.)